# Stosunki polsko-kozackie w latach 1918–1922
Stosunki polsko-kozackie w latach 1918–1922 – relacje między Polakami a Kozakami po I wojnie światowej.
Po odrodzeniu Polski 11 listopada 1918 r., jednym z głównych problemów nowo utworzonego państwa było ułożenie stosunków z krajami powstałymi na gruzach Imperium Rosyjskiego. W sytuacji głoszenia przez bolszewików hasła rewolucji światowej Naczelnik Państwa Józef Piłsudski poszukiwał sprzymierzeńców do prowadzenia wspólnej walki przeciwko sowieckim komunistom. Swoją uwagę zwrócił m.in. na Kozaków.
Już w grudniu 1918 r. do Warszawy przybył poseł Republiki Dońskiej gen. Aleksandr W. Czeriaczukin. W tym czasie nie zawarto jednak żadnej umowy. Na początku 1920 r. porozumienia z Polakami zaczęli szukać Kozacy Kubańscy, dotychczas całkowicie popierający Białych gen. Antona I. Denikina. Po zajęciu Jekaterynodaru przez wojska bolszewickie w poł. marca tego roku, próby te zostały przerwane. Dopiero po powołaniu Centralnej Rady Kubańskiej w polskim Ministerstwie Spraw Zagranicznych została w czerwcu przyjęta delegacja Kozaków kubańskich na czele z Ihnatem Biłym, który następnie spotkał się z J. Piłsudskim. Zamierzali oni uzyskać pomoc zarówno ze strony Polski, jak też Ententy w celu doprowadzenia do interwencji wojskowej na południu Rosji, mającej oswobodzić ziemie kozackie spod władzy bolszewickiej. Doprowadziło to do podjęcia konkretnych kroków.
Po rozpoczęciu tzw. wyprawy kijowskiej przez Wojsko Polskie na jego stronę zaczęli przechodzić Kozacy służący w wojskach bolszewickich. Rozpoczęto formowanie z nich antybolszewickich oddziałów wojskowych walczących po stronie Wojska Polskiego i sprzymierzonej z nim Armii Czynnej Ukraińskiej Republiki Ludowej. Po stronie polsko-ukraińskiej walczyła Samodzielna Dońska Brygada Kozacka esauła Aleksandra I. Salnikowa, Samodzielna Brygada Kozacka esauła Wadima S. Jakowlewa i Samodzielny Pułk Kozaków Dońskich esauła Michaiła F. Frołowa. Po klęsce bolszewików pod Warszawą na stronę Polaków przeszedł Doński Pułk Kozacki pod dowództwem płk. Duchopielnikowa. Podporządkowano go wojskom gen. Stanisława Bułak-Bałachowicza. Ogółem Polaków i Ukraińców wsparło ponad 6 tys. Kozaków. Po zawarciu zawieszenia broni z Sowietami jesienią 1920 r., pojawił się problem uregulowania kwestii przebywania na ziemiach polskich ochotników i jeńców wojennych ze Wschodu, w tym Kozaków, osadzonych w obozach jenieckich i internowania. Pod koniec maja 1921 r. podczas nadzwyczajnego zjazdu kozackiego przedstawicielem Kozaków w Polsce został wybrany ataman gen. Michaił N. Gniłorybow, który przybył do Warszawy w składzie delegacji Republiki Dońskiej. Jego celem było zjednoczenie wszystkich Kozaków przebywających poza granicami Rosji. Zdołał się porozumieć z Kozakami w Bułgarii. Ponadto doprowadził do zawarcia umów o współpracy pomiędzy Dońską Grupą Demokratyczną a Rosyjskim Komitetem Politycznym pod kierownictwem Borisa W. Sawinkowa i władzami Ukraińskiej Republiki Ludowej. Jednakże działania te nie spotkały się z pozytywnym przyjęciem ze strony Połączonej Rady Donu, Kubania i Tereku. Stojący na jej czele ataman Afrikan P. Bogajewski w poł. lipca 1921 r. wydał dekret, w którym unieważnił wszystkie decyzje podjęte przez „samozwańca” M. N. Gniłorybowa, a także przywrócił do służby wszystkich zwolnionych przez niego oficerów kozackich. Jeszcze wiosną 1921 r. wśród Kozaków, internowanych na terytorium Polski, pojawił się projekt przyjęcia ich na służbę wojskową do oddziałów pogranicznych. Był on wspierany aktywnie przez B. W. Sawinkowa. Podczas kolejnego zjazdu delegatów kozackich, który odbył się w dniach 21–22 czerwca tego roku w obozie w Ostrowiu Łomżyńskim, opowiedział się za tym pomysłem gen. M. N. Gniłorybow jako „dowódca oddziałów kozackich w Polsce” i esauł Dmitrijew jako „szef sztabu”. Przy pomocy B. W. Sawinkowa przedłożono go polskim władzom. Jednocześnie poinformowano o tym atamana A. P. Bogajewskiego. Generał Władysław Sikorski, stojący na czele Sztabu Generalnego WP, odpowiedział, że projekt zostanie rozpatrzony przez Ministerstwo Spraw Wojskowych, po czym przedłoży go Radzie Ministrów. W razie jego przyjęcia wszyscy internowani Kozacy mieli zostać zgrupowani w obozie w Ostrowiu Łomżyńskim. Takie rozwiązanie sprawy kozackiej w Polsce było popierane przez Oddział II Sztabu Generalnego WP. W celu konsolidacji Kozaków przebywających w Polsce gen. M. N. Gniłorybow rozpoczął jesienią 1921 r. wydawanie pisma „Gołos Kazaczestwa”, które było finansowo wspierane przez polski wywiad wojskowy. Rozpowszechniano je we wszystkich obozach i koloniach, zamieszkiwanych przez Kozaków.
Jednakże po zawarciu przez Polskę umowy o repatriacji z Rosyjską Socjalistyczną Republiką Radziecką i Ukraińską Socjalistyczną Republiką Radziecką problem kozacki stracił rację bytu. Ponadto od końca 1921 r. wśród Kozaków coraz silniej oddziaływały hasła propagandy bolszewickiej dotyczące powrotu do ojczyzny i odkupienia win. Na pocz. 1922 r. rozpoczęła się repatriacja z Polski kozackich internowanych i jeńców wojennych. Swoje usługi w tej kwestii złożył przedstawicielowi Rosji Sowieckiej w Pradze, byłemu przewodniczącemu Kręgu Kozackiego I. P. Timoszence, gen. M. N. Gniłorybow. Jego warunkami było jednak m.in. wydanie przez władze bolszewickie specjalnego dekretu o powrocie Kozaków do ojczyzny, oswobodzenie z obozów pracy i koncentracyjnych wszystkich uwięzionych Kozaków, odtworzenie struktur administracyjnych Obwodu Wojska Dońskiego w granicach sprzed 1917 r., skierowanie pomocy materialnej dla głodujących Kozaków. Strona sowiecka pozostawiła je bez odpowiedzi. Działania gen. M. N. Gniłorybowa doprowadziły jednak do jego wykluczenia z Komitetu Centralnego „sawinkowskiego” Ludowego Związku Obrony Ojczyzny i Wolności. Wkrótce gen. M. N. Gniłorybow nielegalnie przedostał się do Rosji Sowieckiej, gdzie został aresztowany i uwięziony, a następnie rozstrzelany. Ostatecznie w Polsce pozostała zaledwie niewielka część Kozaków. Większość z nich osiedliła się na Wołyniu.